# Esplanade de l'Europe (Villeurbanne)
L'esplanade de l'Europe est un espace vert situé à Villeurbanne dans le quartier de Charpennes-Tonkin. Elle est traversée par le mail Jean Monnet.
Le parc a été créé en même temps que l'ensemble moderne du Tonkin et sa dalle, dans les années 1980. Il dispose de nos jours d'une large prairie enherbée, d'une aire de jeux pour enfants et de deux terrains multisports.

L'esplanade accueille aussi une fontaine monumentale de style contemporain, la fontaine des Géants, construite en 1984, œuvre d'Anne et Patrick Poirier

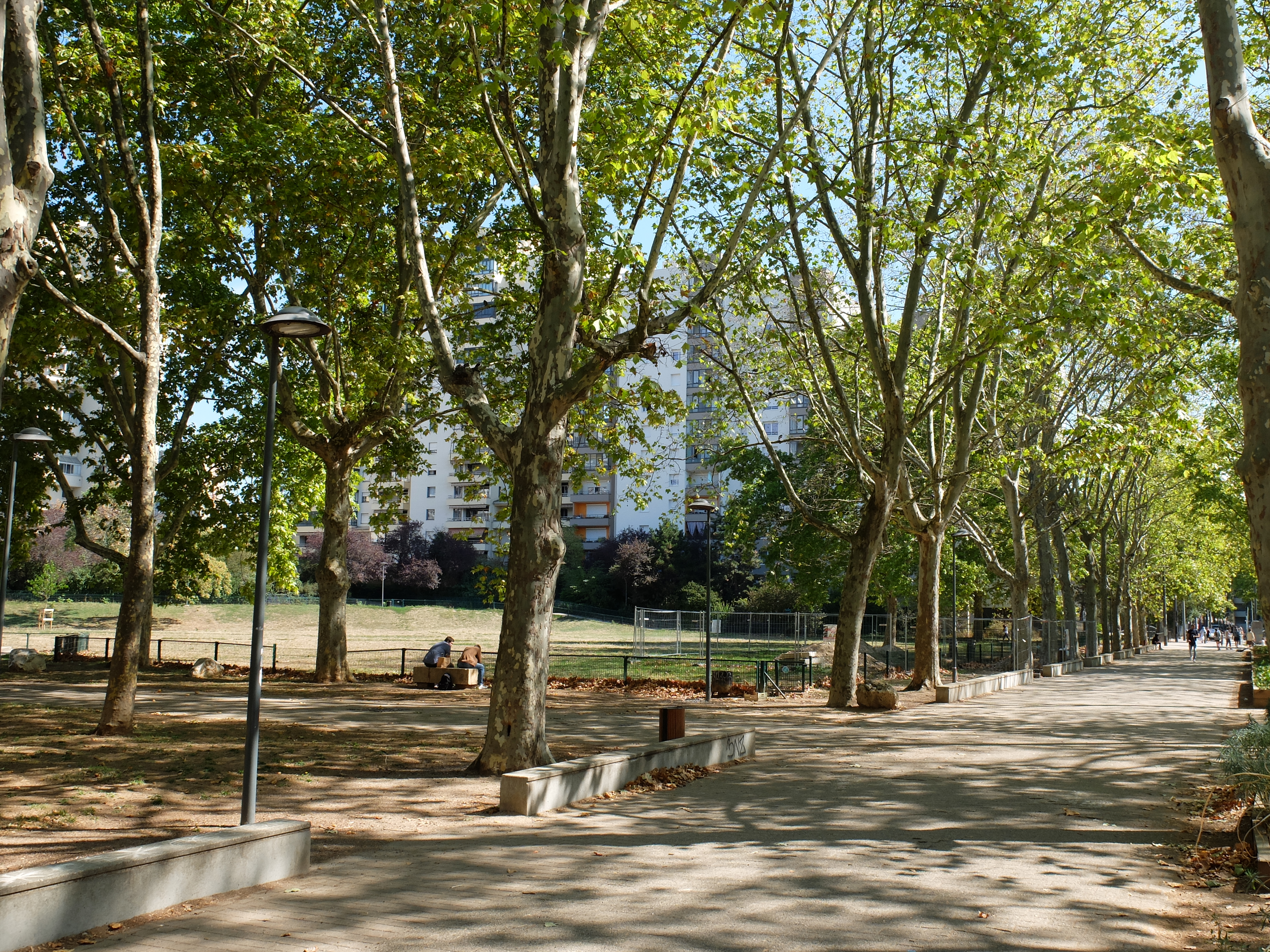
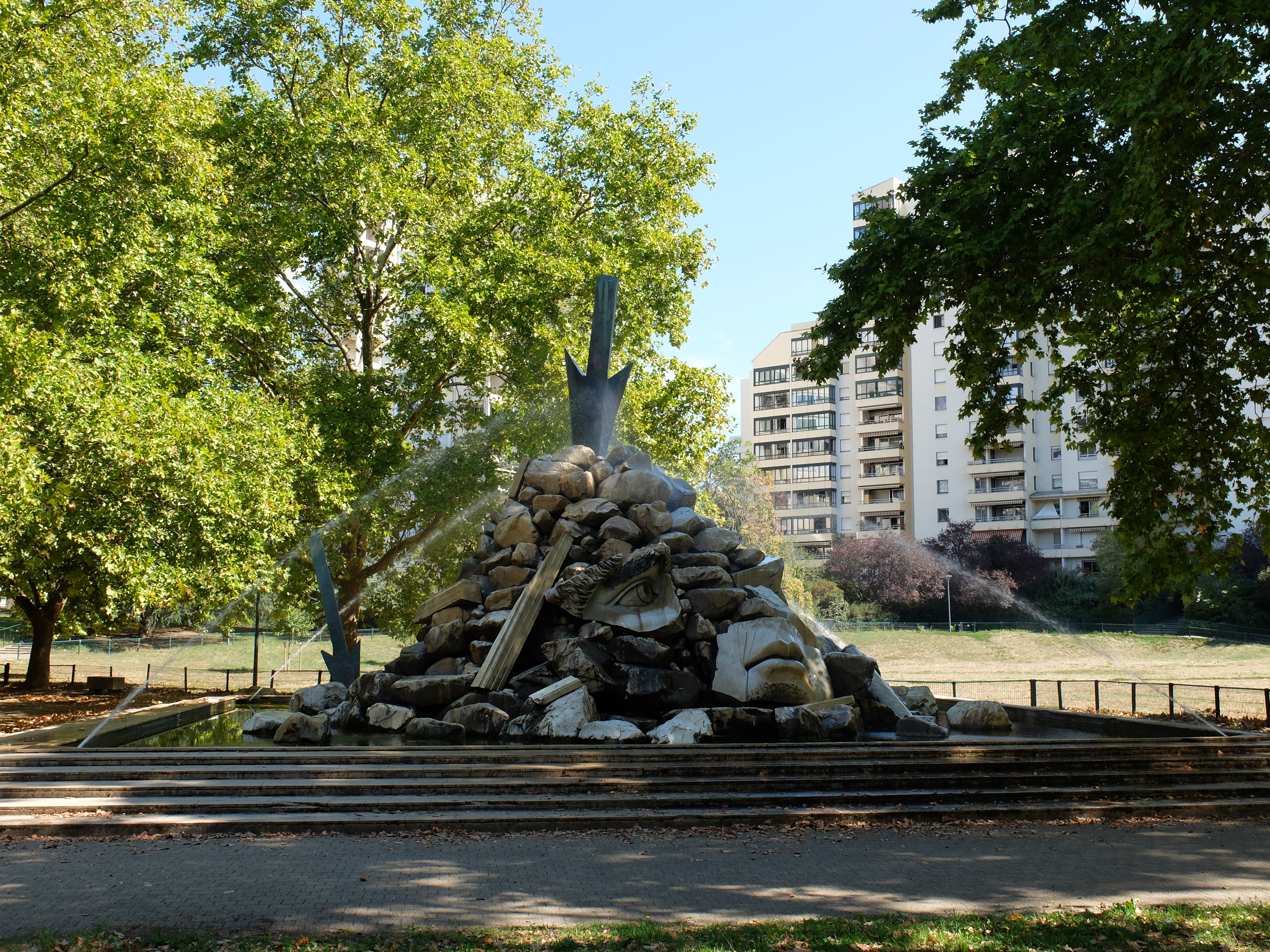
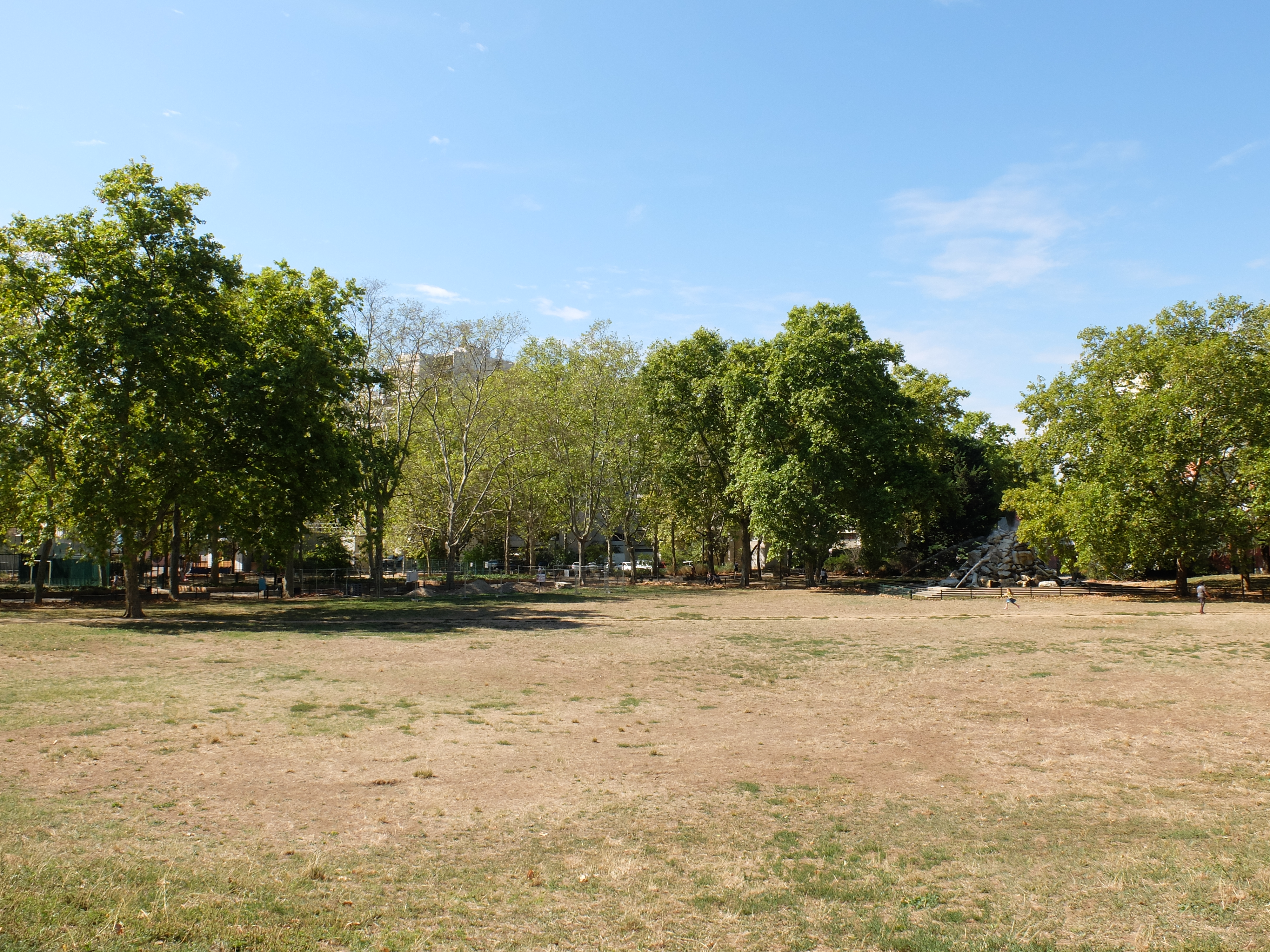